# Arquivos de Botânica do Estado de São Paulo
Arquivos de Botânica do Estado de São Paulo (abreviado Arq. Bot. Estado São Paulo) fue una revista ilustrada con descripciones botánicas que fue editada en Brasil. Publicó 4 números desde 1938 a 1969. Fue precedida por Archivos de Botânica do São Paulo.